# LIAZ
Ne pas confondre avec le constructeur russe de poids lourds LiAZ.

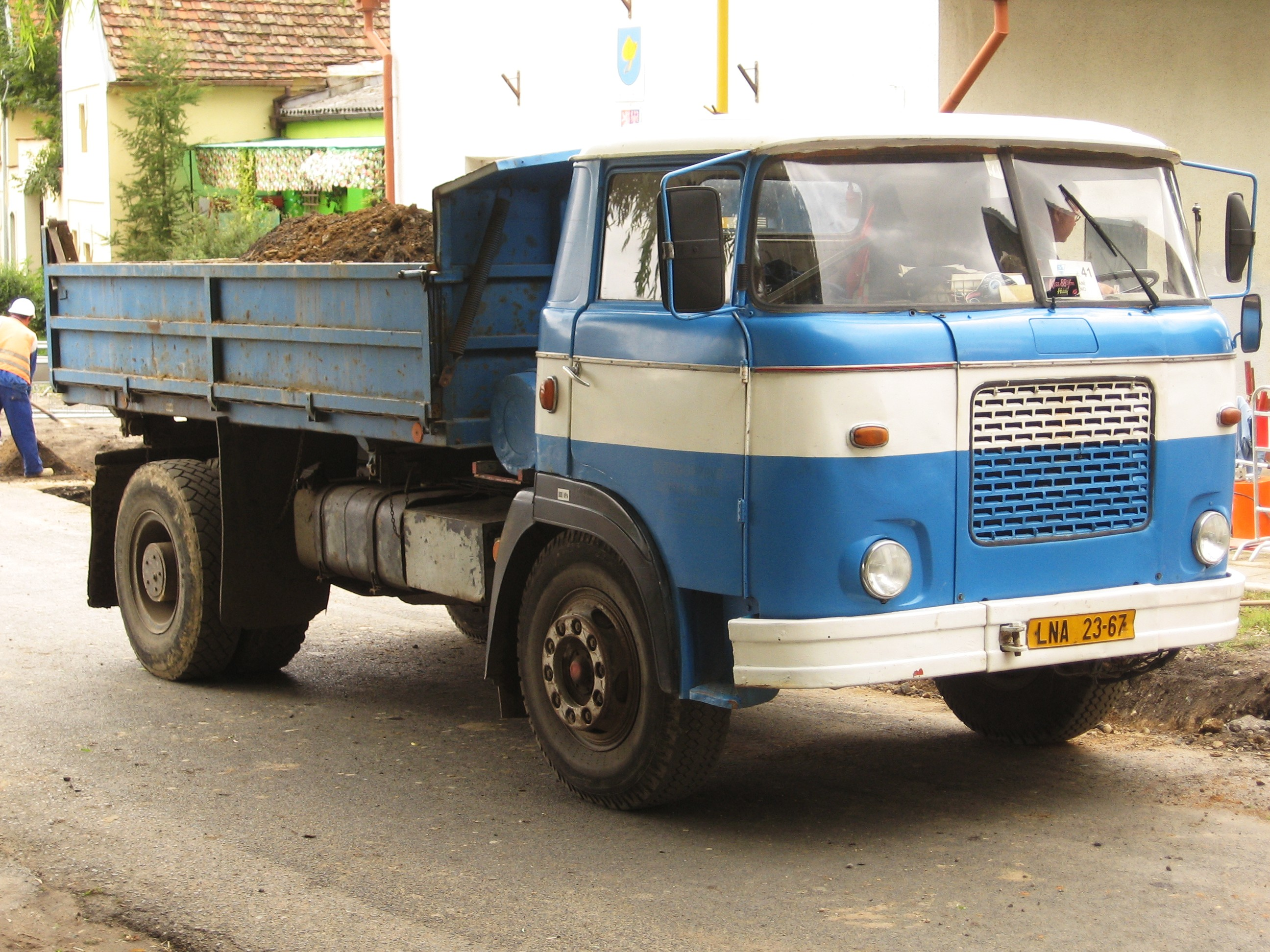
LIAZ 706 MT – une des gammes les plus produites

LIAZ (LIberecké Automobilové Závody – Industrie Automobile de LIberec) était un fabricant de camions qui a fonctionné en 1951-2002 et dont le siège n'était pas à Liberec, mais dans la ville voisine de Jablonec nad Nisou.
Lors de la création de la société d'Etat en 1951, le nom de LIAZ n'apparaissait que comme référence d'entreprise de production, tandis que les véhicules produits portaient la marque Skoda. Ce n'est qu'au début des années 1970 que la marque LIAZ a été utilisée commercialement.
LIAZ est indirectement liée à la société de production automobile "Reichenberger Automobil Fabrik" (RAF), qui avait une usine à Liberec en 1907 et qui a été rachetée en 1912 par le constructeur Austro-hongrois (aujourd'hui de la République tchèque) Laurin & Klement. En 1916, l'usine a été transférée à Mladá Boleslav pour libérer les anciens ateliers de production de Liberec pour la production de textiles pour les besoins militaires de la Première Guerre mondiale.

## Histoire
LIAZ est créée le 1er janvier 1951 par décision du Parti communiste tchécoslovaque, à la suite de la nationalisation de l'outil de production du pays. Depuis 1946, la holding d'État AZNP dominait tout le secteur des véhicules automobiles (automobile, camions et autobus). Au fil des années, le groupe a progressivement augmenté ses effectifs, atteignant 11 000 salariés en 1975 pour une production de 13 600 camions.
Toute l'économie étant planifiée, la production d'autobus était attribuée au carrossier Karosa de Vysoké Mýto, la fabrication de remorques et semi-remorques à Orličan Choceň et celle d'automobiles et trolleybus à Skoda. La production était exportée essentiellement vers les pays du bloc soviétique, mais également en Asie, en Amérique latine et dans certains pays arabes.
Après la révolution de 1989 et l'effondrement économique des pays du CAEM, LIAZ a perdu presque tous les marchés, la production a diminué progressivement. Les usines slovaques sont séparées par spécialité et en 1992, la société a été partiellement privatisée, mais le principal propriétaire est resté l'État. La privatisation s'est achevée en 1995, lorsque Skoda Pilsen a acquis la majorité et a changé de nom pour Škoda Liaz S.A., mais ce sauvetage économique est arrivé trop tard, la nouvelle série Škoda 400 Xena n'ayant pu sauver l'entreprise de la faillite en 2002.
Tedom Truck, basée à Třebíč, a acheté en 2006 tous les droits de production des camions LIAZ, y compris l’usine, la documentation technique et le savoir-faire pour la production de moteurs. Elle a produit la série de modèles Fox et modernisé les véhicules LIAZ plus anciens. Cependant, la société est entrée en liquidation le 1er janvier 2010. Ainsi, au lieu des 5000 véhicules prévus chaque année, seulement 19 ont été fabriqués, dont 9 véhicules LIAZ modernisés.
La marque LIAZ a été achetée par la holding "Czechoslovak Group" et le 22 décembre 2017, LIAZ Trucks a été créée.